# Латинський кубок

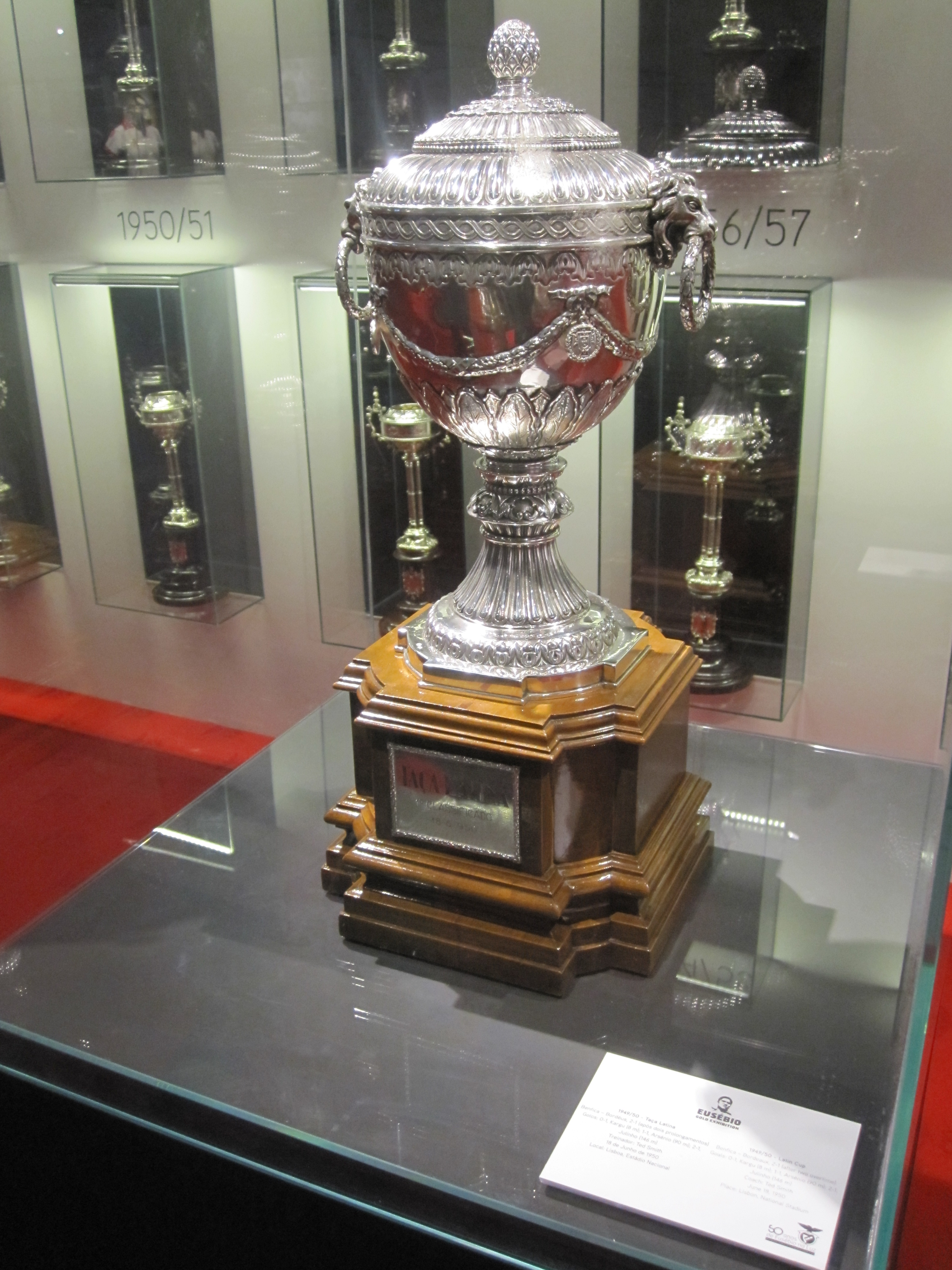
Латинський кубок.

Лати́нський ку́бок (ісп. Copa Latina, італ. Coppa Latina, порт. Taça Latina, фр. Coupe Latine) — міжнародний футбольний клубний турнір, який розігрувався переможцями національних чемпіонатів Іспанії, Італії, Португалії та Франції в 1949–1957 роках. Припинив існування із заснуванням Кубка європейських чемпіонів (з 1992 — Ліга чемпіонів УЄФА).

## Історія і регламент
Кубок був заснований футбольними федераціями чотирьох романськомовних країн Західної Європи (звідси його назва). Латинський кубок мав заповнити вакуум, який створився у міжнародному клубному футболі після Другої світової війни, коли інші подібні змагання або припинилися (Кубок Мітропи припинився в 1940 році і був відновлений лише у 1952), або ще не почалися (Кубок європейських чемпіонів було засновано лише в 1955).
Позаяк футбольні клуби розореної післявоєнної Європи не могли дозволити собі значних транспортних витрат, матчі кубку проводилися в одній країні, по черзі в одній з країн-учасниць. Розіграші кубка влаштовувалися щороку влітку по закінченні поточного сезону національних чемпіонатів. Змагання складалися з двох півфіналів, матчу за третє місце і фінального матчу. Кожні чотири роки визначався рейтинг країн за підсумками результатів її клубів у розіграшах кубка. В турнірі брали участь переможці національних чемпіонатів країн-учасниць, але в трьох випадках, коли чемпіон відмовлявся від участі в турнірі, його місце займала команда, яка посіла в чемпіонаті нижчу позицію: в 1953 «Мілан» (3-тє місце в чемпіонаті Італії) і «Валенсія» (2-е місце чемпіонаті Іспанії), і знову «Мілан» у 1956 (2-е місце в італійському чемпіонаті).
До появи Кубку європейських чемпіонів Латинський кубок вважався найпрестижнішим клубним турніром Європи, оскільки Кубок Мітропи, який мав велику популярність перед Другою світовою війною, після війни, хоча й був відновлений, прийшов у занепад. Хоча в розіграшах Латинського кубка брали участь клуби лише чотирьох країн, це були провідні футбольні держави того часу, що підтверджується тим фактом, що з двадцяти фіналістів перших десяти розіграшів Кубка європейських чемпіонів (з 1956 по 1965) дев'ятнадцять походили з цих чотирьох країн (єдиним винятком став німецький «Айнтрахт», який поступився мадридському «Реалу» в 1960 році).
Останній раз Кубок розігрувався в 1957 році. «Реал», останній переможець Латинського кубку, виграв також перші п'ять розіграшів Кубка європейських чемпіонів, з 1956 по 1960 роки. Зі зростом популярності загальноєвропейського футбольного клубного турніру розіграші Латинського кубка припинилися.

## Володарі Латинського кубка
| Рік  | Місце проведення                                         | Фінал                                                    | Фінал                                                    | Фінал                                                    | Матч за третє місце                                      | Матч за третє місце                                      | Матч за третє місце                                      |
| Рік  | Місце проведення                                         | Чемпіон                                                  |                                                          | Віце-чемпіон                                             | Третє місце                                              |                                                          | Четверте місце                                           |
| ---- | -------------------------------------------------------- | -------------------------------------------------------- | -------------------------------------------------------- | -------------------------------------------------------- | -------------------------------------------------------- | -------------------------------------------------------- | -------------------------------------------------------- |
| 1949 | Барселона і Мадрид, Іспанія                              | «Барселона»                                              | 2:1                                                      | «Спортінг» (Лісабон)                                     | «Торіно»                                                 | 5:3                                                      | «Реймс»                                                  |
| 1950 | Лісабон, Португалія                                      | «Бенфіка»                                                | 2:1*                                                     | «Бордо»                                                  | «Атлетіко» (Мадрид)                                      | 2:1                                                      | «Лаціо»                                                  |
| 1951 | Мілан і Турин, Італія                                    | «Мілан»                                                  | 5:0                                                      | «Лілль»                                                  | «Атлетіко» (Мадрид)                                      | 3:1                                                      | «Спортінг» (Лісабон)                                     |
| 1952 | Париж, Франція                                           | «Барселона»                                              | 1:0                                                      | «Ніцца»                                                  | «Ювентус»                                                | 3:2                                                      | «Спортінг» (Лісабон)                                     |
| 1953 | Лісабон і Порту, Португалія                              | «Реймс»                                                  | 3:0                                                      | «Мілан»                                                  | «Спортінг» (Лісабон)                                     | 4:1                                                      | «Валенсія»                                               |
| 1954 | Розіграш не проводився через Чемпіонат світу у Швейцарії | Розіграш не проводився через Чемпіонат світу у Швейцарії | Розіграш не проводився через Чемпіонат світу у Швейцарії | Розіграш не проводився через Чемпіонат світу у Швейцарії | Розіграш не проводився через Чемпіонат світу у Швейцарії | Розіграш не проводився через Чемпіонат світу у Швейцарії | Розіграш не проводився через Чемпіонат світу у Швейцарії |
| 1955 | Париж, Франція                                           | «Реал» (Мадрид)                                          | 2:0                                                      | «Реймс»                                                  | «Мілан»                                                  | 3:1                                                      | «Белененсеш»                                             |
| 1956 | Мілан, Італія                                            | «Мілан»                                                  | 3:1                                                      | «Атлетік» (Більбао)                                      | «Бенфіка»                                                | 2:1                                                      | «Ніцца»                                                  |
| 1957 | Мадрид, Іспанія                                          | «Реал» (Мадрид)                                          | 1:0                                                      | «Бенфіка»                                                | «Мілан»                                                  | 1:0                                                      | «Сент-Етьєн»                                             |

* — перший матч закінчився внічию 3:3, і був проведений повторний матч